# هنري كارتر
هنري كارتر (بالإنجليزية: Henry John Carter)‏ (و. 1813 – 1895 م) هو جراح، وجيولوجي، وعالم نبات، من المملكة المتحدة، وكان عضوًا في الجمعية الملكية، توفي عن عمر يناهز 82 عاماً.

## جوائز
حصل على جوائز منها:
- زميل في الجمعية الملكية
- قلادة ملكية.